# Милеви скали (защитена местност)
Вижте пояснителната страница за други значения на Милеви скали.
Милеви скали е защитена местност, разположена около връх Милеви скали (1593,5 m) в рида Алабак в Западните Родопи. Заема площ от 115,1 ха в землищата на Драгиново, Семчиново и Симеоновец. Създадена е с цел опазване на обзорен връх, живописни скали и букови гори.